# Santos Ladrón de Cegama
Santos Ladrón de Cegama (Lumbier, Navarra, 14 de noviembre de 1784-Pamplona, Navarra, 14 de octubre de 1833) fue un militar español que tomó parte en la Guerra de la Independencia, en la Guerra Realista, y se adhirió a la causa carlista siendo por ello fusilado. 

## Biografía
Descendiente de una antigua y noble familia, era un soldado distinguido. Sus padres le enviaron a estudiar a Sangüesa, de donde pasó a Huesca, ciudad en la que curso tres años de Filosofía y otros tres o cuatro de Leyes.

### Guerra de Independencia
Durante la Guerra de Independencia (1808-1814) logró el 5 de junio de 1811 el nombramiento de capitán. El 21 de diciembre de 1812, tras distinguirse en la toma de Huesca, pasó a ser teniente coronel. El 1 de agosto de 1815 es destinado al Regimiento del Príncipe con el objetivo de reorganizar el III Batallón. En 1819 consiguió el nombramiento de coronel. 

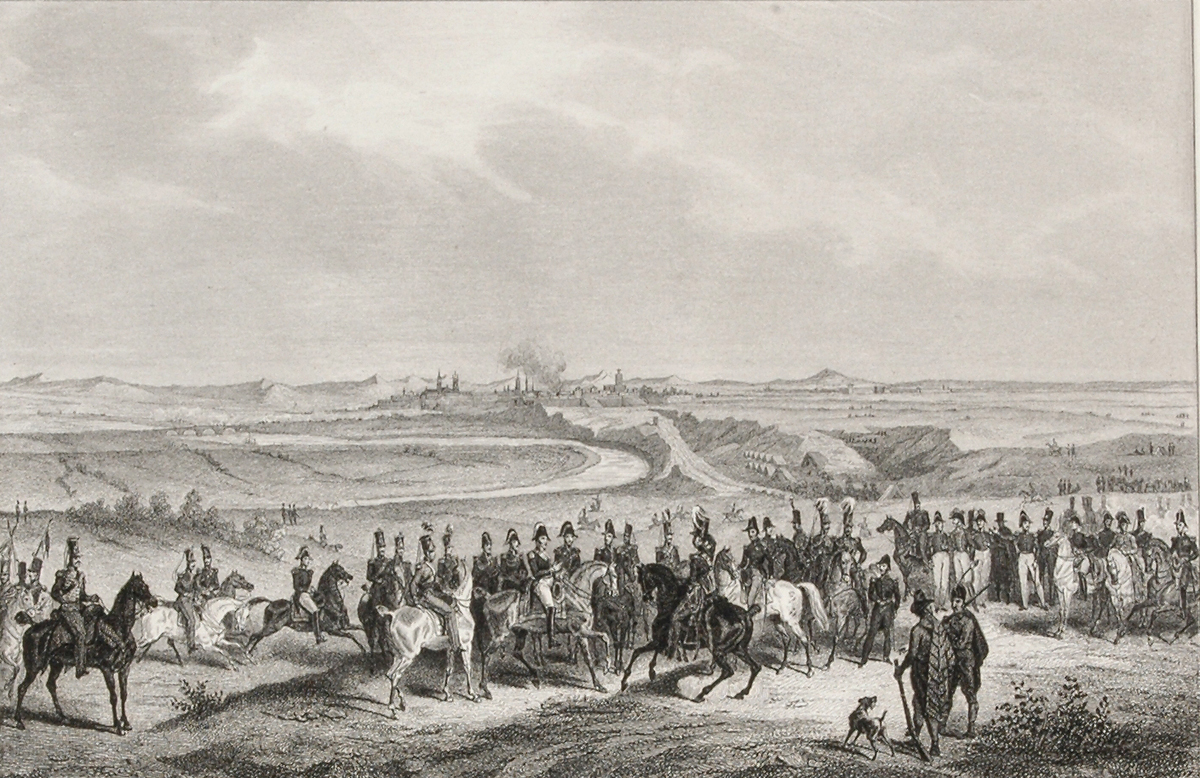
Asedio de Pamplona (1823)

### Guerra Realista
Participó en la Guerra Realista (1821-1823) para defender la monarquía y el catolicismo y para luchar contra la revolución. 
El 11 de diciembre de 1821, estando en Lumbier al haberse licenciado indefinidamente, se levanta en armas contra el sistema constitucional. A mediados de enero se ve obligado a cruzar la frontera francesa para regresar el 22 de junio de 1822 como jefe de Estado Mayor de Quesada y combatió en numerosas acciones. Fue ascendido a coronel el 16 de septiembre de 1822 y a brigadier el 24 de febrero de 1823. A principios de 1823 sustituyó a Carlos O'Donnell y Anhetan al frente de División Real de Navarra. Altera la táctica de guerrillas de su predecesor y pronto presenta combate en Muniáin, aunque tuvo que retirarse por falta de municiones. Una sorpresa sobre Huesca le proporcionó los pertrechos de que carecía, y el 26 de marzo de 1823 cayó sobre una columna constitucional en Larrasoaña, infligiéndola una dura derrota y obligando a sus restos a refugiarse en Pamplona, cuyo asedio inició poco más tarde. Al producirse la intervención francesa unió sus tropas a las del general conde de Molitor, formando su vanguardia, y haciendo con él casi toda la campaña, lo que no le impidió batir en mayo a tropas constitucionales muy superiores en Tamarite (Huesca).
Fue ascendido por Fernando VII al grado de brigadier y comandante general de los realistas de Navarra y, tras la guerra, fue nombrado, también por el rey, gobernador militar de Pamplona. Posteriormente obtuvo la gran cruz de la Orden de Isabel la Católica.

### Primera Guerra Carlista
Encontrándose en Valladolid, sin ejercer mando y vigilado por las simpatías que mostraba por los derechos al trono del hermano de Fernando VII, obtuvo noticia del fallecimiento de este antes de que la tuviese el gobernador militar de la plaza. Consiguió huir en dirección a Navarra, por el camino se entrevistó con Jerónimo Merino y entró por la Sierra de la Demanda en La Rioja. Fue el primero en proclamar a Don Carlos como rey el 6 de octubre de 1833 en Tricio (La Rioja). Al siguiente día tomó el control de los voluntarios realistas sublevados de Logroño y pasó a Navarra a unirse con los de esta provincia reunidos entre Viana y Los Arcos. Con esta exigua tropa se enfrentó a la columna de ejército regular que había salido de Pamplona a las órdenes del brigadier Manuel Lorenzo para capturarlo. Se encontraron en la Batalla de Los Arcos, fue derrotado y hecho preso. Conducido a Pamplona, fue fusilado sentado en una silla en la ciudadela de Pamplona el 14 de octubre de 1833. Los sublevados que no fueron hechos presos en Los Arcos fueron el embrión de las tropas de las que se hizo cargo Zumalacárregui el 14 de noviembre de 1833 en Estella.